# Alexis Boyer
Alexis Boyer, född 1 mars 1757 i Uzerche, död 25 november 1833 i Paris, var en fransk baron och kirurg.
Boyer blev, trots att han hade fattiga föräldrar, med tiden en framstående kirurg. År 1795 blev han professor i operativ kirurgi vid den nyinrättade École de santé, men utbytte snart denna lärostol mot professuren i klinisk kirurgi. År 1804 blev han Napoleon I:s förste livkirurg. Några av Boyers verk blev mycket kända, utkom i många upplagor och översattes till flera språk, däribland hans Leçons sur les maladies des os och främst hans Traité des maladies chirurgicales et des operations qui leur conviennent (elva band, 1814–1826). Som en anmärkningsvärd brist hos honom nämns att han trodde, att kirurgin på hans tid hade nått sin höjdpunkt.